# جريس مير
جُرَيس مير (باللاتينية: Campanula mairei) نوع نباتي ينتمي إلى جنس الجريس من الفصيلة الجريسية.

## الموئل والانتشار
موطنه المغرب العربي.

## مرادفات للاسم العلمي
- (باللاتينية: Campanula herminii var. atlantica Jahand. & Maire)
- (باللاتينية: Campanula mairei var. anremerica Litard. & Maire)
- (باللاتينية: Campanula mairei var. atlantica (Jahand. & Maire) Litard. & Maire)
- (باللاتينية: Campanula mairei f. cordatifolia Maire)
- (باللاتينية: Campanula mairei f. ramosa Quézel)
- (باللاتينية: Campanula mairei var. tenera Emb. & Maire)